# Julia Clements
Lady Julia Clements (11 de abril de 1906 - 1 de novembro de 2010) foi uma arranjadora de flores e professora de arranjo floral, cuja carreira se estendeu por mais de sessenta anos. Ela escreveu cerca de 20 livros mais vendidos sobre o assunto dos arranjos florais, bem como contribuiu para uma grande variedade de publicações sobre jardinagem.